# If You're Happy and You Know It
If You're Happy and You Know It è una popolare canzone ricorsiva per bambini dei paesi anglofoni.

## Storia
La canzone è nota per le sue somiglianze con Molodëžnaja, una canzone tratta dal film musicale sovietico del 1938 Volga-Volga.
La canzone è stata pubblicata in vari luoghi nei decenni successivi alla fine degli anni '50, tra cui un volume di "attività ricreative costruttive" per bambini (1957), un testo di progetti teatrali per bambini disabili (1967), e un manuale di un asilo (1966).
Nel 1971, Jonico Music ha presentato domanda di copyright sulla canzone, attribuendola a Joe Raposo.
Durante la prima parte degli anni 2000, la Music Recording Industry Association of America ha perseguito attivamente le persone per aver scaricato musica utilizzando i servizi di condivisione dei file. Una diffusa attenzione da parte dei media è stata rivolta a un dodicenne, i cui download includevano "If You're Happy and You Know It" da Kazaa.

## Varianti del testo
Come molte canzoni per bambini, esistono molte versioni del testo. Una versione popolare recita così: 
If you're happy and you know it, clap your hands!

If you're happy and you know it, clap your hands!

If you're happy and you know it, and you really want to show it;

If you're happy and you know it, clap your hands!
Di solito questo verso è seguito da altri tre, altri quattro, ecc. che seguono lo stesso schema ma dicono: "If you're happy and you know it, stomp/stamp your feet!", "If you're happy and you know it, shout/say 'hooray'!" o "shout/say 'amen'!", "If you're happy and you know it, do all three!" o "If you're happy and you know it, do all four!". Altre versioni della canzone tendono a dire "then your face will surely show it" al posto di "and you really want to show it"; è utilizzata anche la forma "then you really ought to show it". Esistono molte varianti sulla sostanza dei primi tre versi, tra cui:
"... shout/say, 'Hooray'!"
"... slap your knees!"
"... slap your legs!"
"... turn around!"
"... snap your fingers!"
"... nod your head!"
"... tap your toe!"
"... honk your nose!"
"... pat your head!"
"... shout/say, 'We are'!"
"... stomp/stamp your feet!"
"... shout/say, 'Ha, ha'!"
"... shout/say, 'Amen'!"
"... do all three!"
"... do all four!"

## Adattamenti in altre lingue
In lingua italiana è diffusa una versione intitolata Se sei felice e tu lo sai o Se sei felice.